# 252
252（二百五十二、にひゃくごじゅうに）は自然数、また整数において、251の次で253の前の数である。

## 性質
- 252は合成数であり、約数は1, 2, 3, 4, 6, 7, 9, 12, 14, 18, 21, 28, 36, 42, 63, 84, 126, 252である。
  - 約数の和は728。
  - 58番目の過剰数である。1つ前は246、次は258。
  - 約数を18個もつ2番目の数である。1つ前は180、次は288。
- 35番目の回文数である。1つ前は242、次は262。
  - 回文数がハーシャッド数になる13番目の数である。1つ前は222、次は333。
- 252 = 4 × 7 × 9
  - 3つの回文数の積で表せる7番目の回文数である。1つ前は242、次は343。(オンライン整数列大辞典の数列 A078895)
- 76番目のハーシャッド数である。1つ前は247、次は261。
  - 9を基とする25番目のハーシャッド数である。1つ前は243、次は261。
- 252 = 22 × 32 × 7
  - 3つの異なる素因数の積で p2 × q2 × r の形で表せる2番目の数である。1つ前は180、次は300。(オンライン整数列大辞典の数列 A179643)
- パスカルの三角形の11段目の中央の数は252である。1つ前は70、次は924。
  - {\displaystyle 252={\frac {10!}{(5!)^{2}}}={\frac {6\times 7\times 8\times 9\times 10}{1\times 2\times 3\times 4\times 5}}}
- 252 = 62 × 7
  - n = 6 のときの n2(n + 1) の値とみたとき1つ前は150、次は392。(オンライン整数列大辞典の数列 A011379)
  - n = 6 のときの 7n2 の値とみたとき1つ前は175、次は343。(オンライン整数列大辞典の数列 A033582)
- 4つの平方数の和12通りで表せる最小の数である。次は273。
  - 4つの平方数の和 n 通りで表せる最小の数である。1つ前の11通りは202、次の13通りは234。(オンライン整数列大辞典の数列 A025416)
- 252 = 13 + 13 + 53 + 53 = 13 + 23 + 33 + 63
  - 4つの正の数の立方数の和で表せる55番目の数である。1つ前は245、次は254。(オンライン整数列大辞典の数列 A003327)
- 252 = 13 + 23 + 33 + 63
  - 異なる正の数の4つの立方数の和1通りで表せる6番目の数である。1つ前は224、次は289。(オンライン整数列大辞典の数列 A025408)
  - n = 3 のときの 1n + 2n + 3n + 6n の値とみたとき1つ前は50、次は1394。(オンライン整数列大辞典の数列 A034488)
- すべての桁が素数である29番目の数である。1つ前は237、次は253。(オンライン整数列大辞典の数列 A046034)
- 252 = 44 − 4
  - n = 4 のときの 4n − n の値とみたとき1つ前は61、次は1019。(オンライン整数列大辞典の数列 A024037)
  - n = 4 のときの nn − n の値とみたとき1つ前は24、次は3120。(オンライン整数列大辞典の数列 A061190)
  - n = 4 のときの n4 − n の値とみたとき1つ前は78、次は620。(オンライン整数列大辞典の数列 A058895)
  - 252 = 162 − 4
    - n = 16 のときの n2 − 4 の値とみたとき1つ前は221、次は285。(オンライン整数列大辞典の数列 A028347)
- 252 = 12 × 21
  - 2つの数の積で表したとき、回文数でない数とその数を逆に並べた数との積で表せる最小の数である。ただし逆に並べたとき先頭が0になる数も除く。次は403。(オンライン整数列大辞典の数列 A129623)
- 252 = 28 × 9
  - 完全数28の倍数である。1つ前は224、次は280。(オンライン整数列大辞典の数列 A135628)
- n = 252 のとき n と n + 1 を並べた数を作ると素数になる。n と n + 1 を並べた数が素数になる31番目の数である。1つ前は246、次は270。(オンライン整数列大辞典の数列 A030457)
- 約数の和が252になる数は6個ある。(96, 130, 166, 205, 221, 251) 約数の和6個で表せる2番目の数である。1つ前は168、次は288。

## その他 252 に関連すること
- 第252代ローマ教皇は、レオ12世（在位：1823年9月28日～1829年2月10日）である。
- 国際電話番号の252は、ソマリア。
- 年始から数えて252日目は9月9日（平年の場合）。9がふたつ重なることから、｢救急の日 ｣と呼ばれている。
- レンフェ252形電気機関車は、レンフェ（スペイン）の電気機関車。
- スカパー!のCh252は、BBCワールドニュース。
- 東京消防庁の通話コード（主に消防無線における符牒。会話を部外者に聞かれるのを避けたりまた指示簡略化のため用いる）で、要救助者（救助を必要とする者）や逃げ遅れを意味する。
- 『252 生存者あり』は、2008年（平成20年）の日本映画。
- Sd Kfz 252は、第二次世界大戦時のドイツ陸軍の半装軌車。
- 第二五二海軍航空隊 は、大日本帝国海軍の飛行隊。
- マコック (USS McCook, DD-252) は、アメリカ海軍の駆逐艦。
- ハワード・D・クロウ (USS Howard D. Crow, DE-252) は、アメリカ海軍の護衛駆逐艦。
- ガビラン (USS Gabilan, SS-252) は、アメリカ海軍の潜水艦。
- ユンカース Ju 252は、第二次世界大戦時のドイツ空軍の輸送機。